# 29650 Толди
29650 Толди (29650 Toldy) — астероїд головного поясу, відкритий 23 листопада 1998 року.
Тіссеранів параметр щодо Юпітера — 3,562.